# Selysioneura drymobia
Selysioneura drymobia – gatunek ważki z rodziny Isostictidae. Znany tylko z jednego stanowiska we wschodniej części wyspy Misima należącej do Papui-Nowej Gwinei (prowincja Milne Bay).